# Cantua buxifolia
Cantua buxifolia là một loài thực vật có hoa trong họ Polemoniaceae. Loài này được Juss. ex Lam. mô tả khoa học đầu tiên năm 1785.

## Hình ảnh

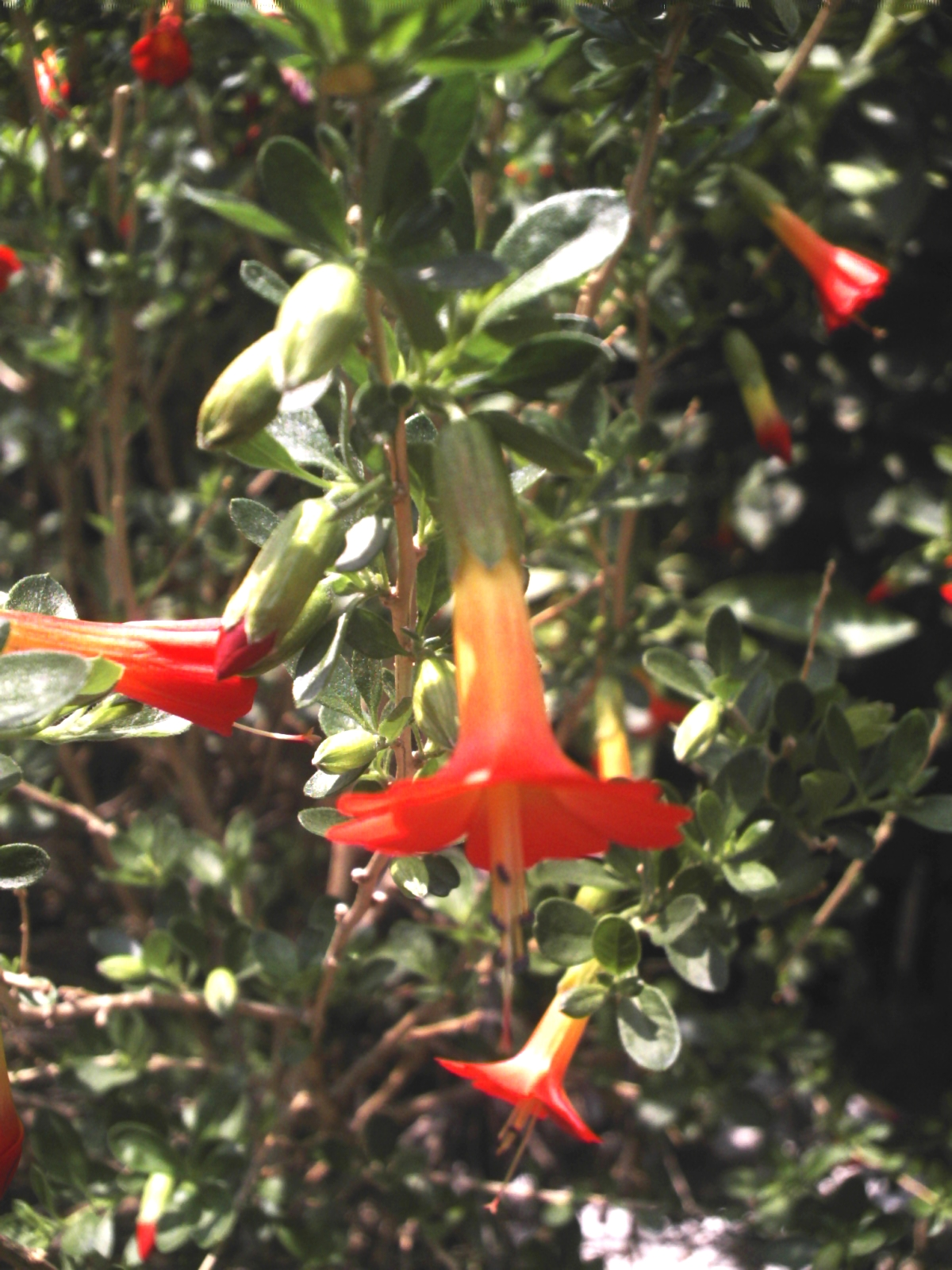
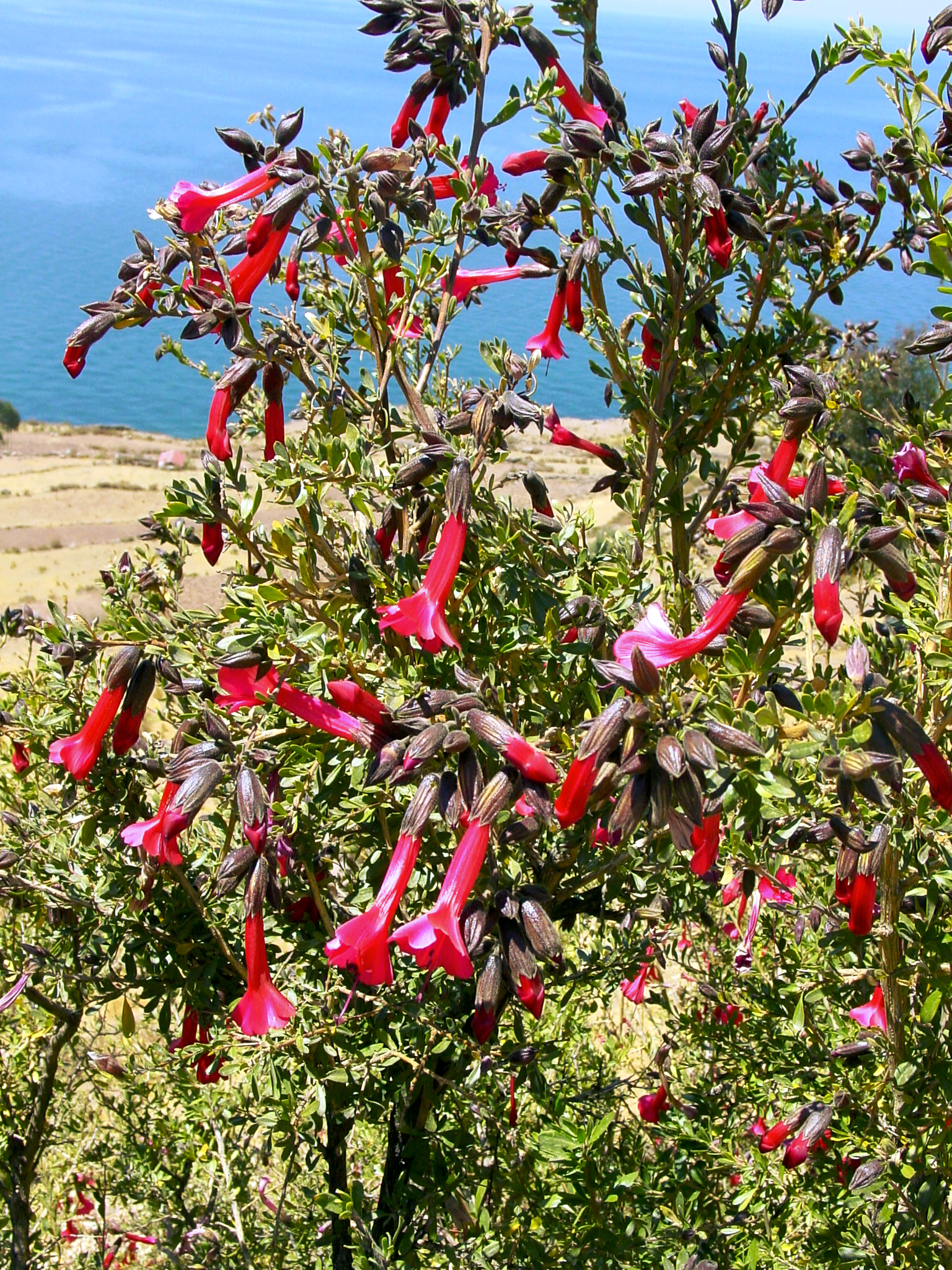
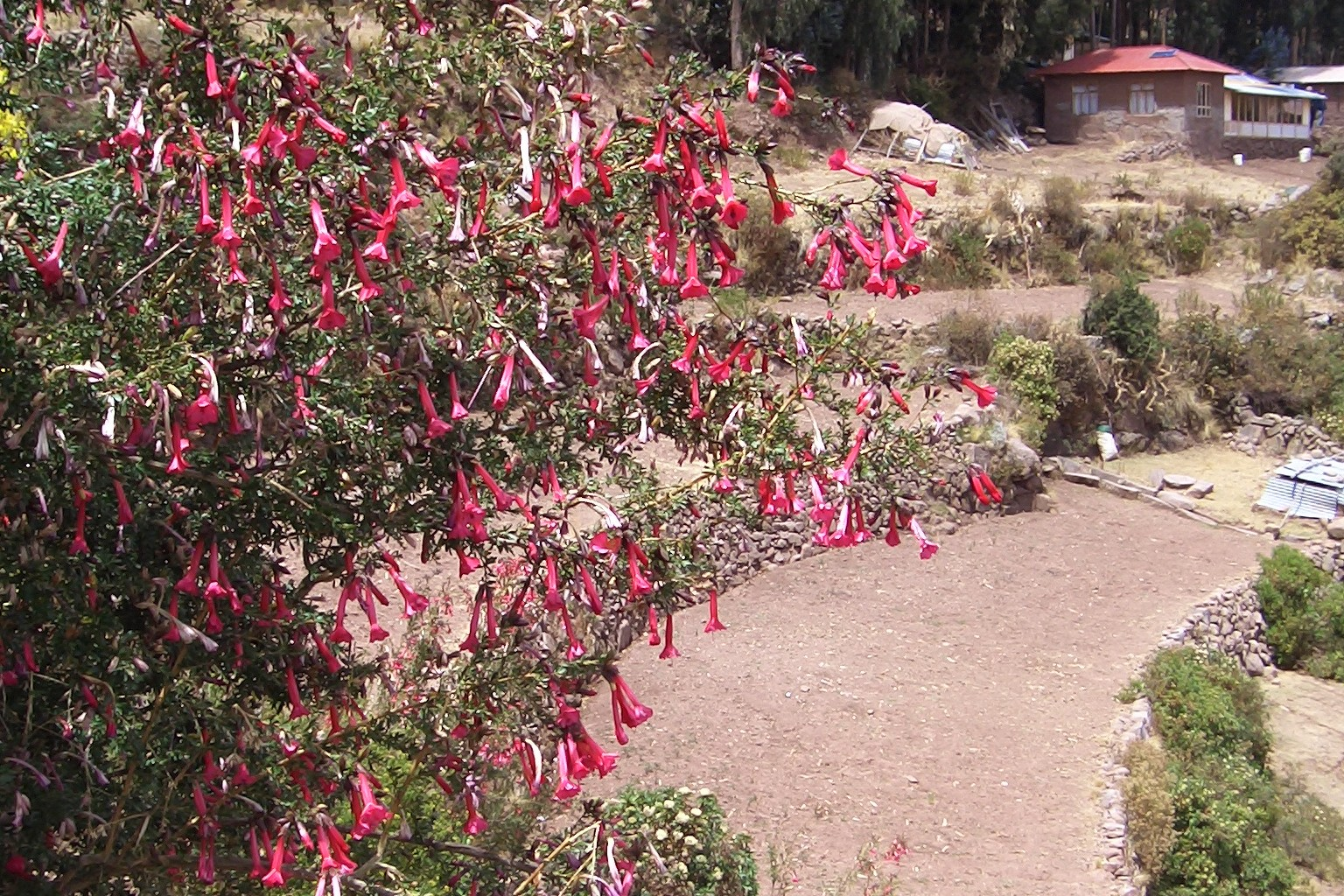
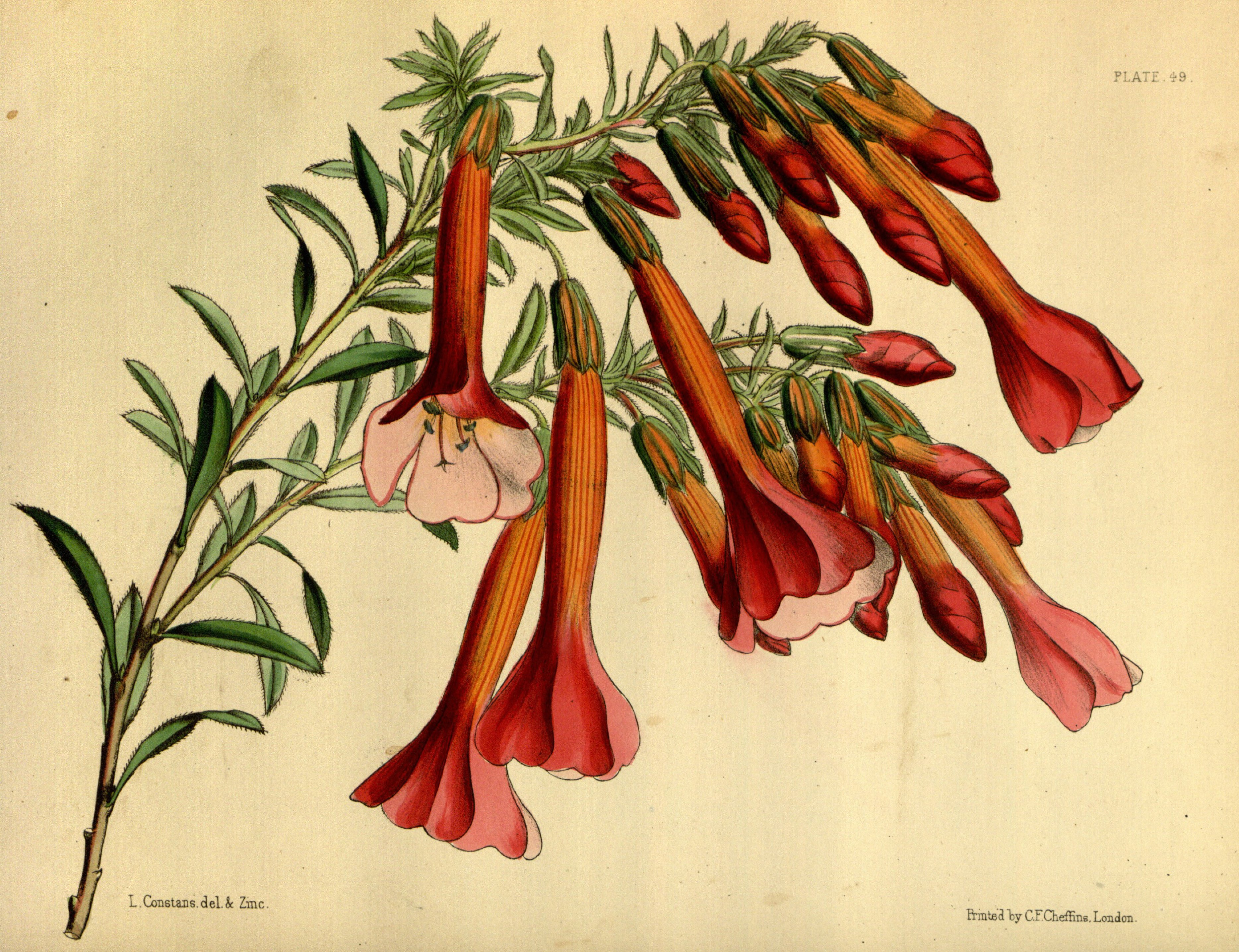